# Ivars Liepa
Ivars Liepa (Valmiera, 4 giugno 1965) è un ex cestista lettone, fino al 1991 sovietico.

## Carriera
Con la Lettonia ha disputato due edizioni dei Campionati europei (1993, 1997).